# Nilopegamys plumbeus
Nilopegamys plumbeus là một loài động vật có vú trong họ Chuột, bộ Gặm nhấm. Loài này được Osgood mô tả năm 1928.